# Halowe Mistrzostwa Świata w Lekkoatletyce 2006 – pchnięcie kulą mężczyzn
Pchnięcie kulą mężczyzn – jedna z konkurencji rozgrywanych podczas halowych mistrzostw świata w lekkoatletyce w 2006. Kwalifikacje oraz finał odbyły się 10 marca.
Do kwalifikacji zgłoszonych zostało 18 zawodników z 15 państw.
Zawody w tej konkurencji wygrał reprezentant Stanów Zjednoczonych Reese Hoffa. Drugą pozycję zajął zawodnik z Danii Joachim Olsen, trzecią zaś reprezentujący Rosję Pawieł Sofjin.
Reprezentant Białorusi Andrej Michniewicz został zdyskwalifikowany za stosowanie dopingu. Tym samym anulowano mu wszystkie rezultaty, jak również odebrano zdobyty w tej konkurencji srebrny medal.

## Wyniki

### Kwalifikacje
Źródło: 
| Miejsce | Zawodnik                 | Państwo              | Podejście | Podejście | Podejście | Wynik | Uwagi |
| Miejsce | Zawodnik                 | Państwo              | #1        | #2        | #3        | Wynik | Uwagi |
| ------- | ------------------------ | -------------------- | --------- | --------- | --------- | ----- | ----- |
| 1.      | Reese Hoffa              | Stany Zjednoczone    | 20,76     | –         | –         | 20,76 |       |
| 2.      | Joachim Olsen            | Dania                | 20,04     | X         | 20,33     | 20,33 |       |
| 3.      | Pawieł Sofjin            | Rosja                | 20,23     | 20,24     | X         | 20,24 | PB    |
| 4.      | Gheorghe Gușet           | Rumunia              | X         | 19,80     | 20,22     | 20,22 |       |
| 5.      | Tomasz Majewski          | Polska               | 19,50     | X         | 20,19     | 20,19 |       |
| 6.      | Manuel Martínez          | Hiszpania            | 19,80     | X         | 20,10     | 20,10 |       |
| 7.      | Anton Lubosławski        | Rosja                | X         | 19,07     | 20,04     | 20,04 |       |
| 8.      | Mikuláš Konopka          | Słowacja             | 19,33     | X         | 19,91     | 19,91 |       |
| 9.      | Christian Cantwell       | Stany Zjednoczone    | 18,69     | X         | 19,90     | 19,90 |       |
| 10.     | Peter Sack               | Niemcy               | 18,95     | 19,63     | 19,79     | 19,79 |       |
| 11.     | Ralf Bartels             | Niemcy               | X         | X         | 19,46     | 19,46 |       |
| 12.     | Janus Robberts           | Południowa Afryka    | 19,39     | 19,14     | 19,21     | 19,39 | SB    |
| 13.     | Miroslav Vodovnik        | Słowenia             | X         | 18,84     | 19,37     | 19,37 |       |
| 14.     | Zhang Qi                 | Chiny                | 18,71     | 18,96     | 18,21     | 18,96 |       |
| 15.     | Ville Tiisanoja          | Finlandia            | 18,86     | X         | X         | 18,86 |       |
| 16.     | Hamza Alić               | Bośnia i Hercegowina | 18,22     | 18,24     | 18,42     | 18,42 |       |
| –       | Chalid Habasz as-Suwajdi | Katar                | X         | X         | X         | NM    |       |
| –       | Andrej Michniewicz       | Białoruś             | 20,35     | –         | –         | 20,35 |       |

### Finał
Źródło: 
| Miejsce | Zawodnik           | Państwo           | Podejście | Podejście | Podejście | Podejście | Podejście | Podejście | Wynik | Uwagi |
| Miejsce | Zawodnik           | Państwo           | #1        | #2        | #3        | #4        | #5        | #6        | Wynik | Uwagi |
| ------- | ------------------ | ----------------- | --------- | --------- | --------- | --------- | --------- | --------- | ----- | ----- |
| 01 !    | Reese Hoffa        | Stany Zjednoczone | 21,41     | 22,11     | X         | 21,61     | X         | X         | 22,11 | WL    |
| 02 !    | Joachim Olsen      | Dania             | 20,28     | 21,16     | 20,62     | X         | 20,80     | 20,45     | 21,16 |       |
| 03 !    | Pawieł Sofjin      | Rosja             | 20,68     | 20,27     | X         | 20,03     | 19,60     | 20,14     | 20,68 | PB    |
| 4.      | Gheorghe Gușet     | Rumunia           | 20,42     | X         | X         | X         | X         | 20,60     | 20,60 |       |
| 5.      | Manuel Martínez    | Hiszpania         | 19,77     | 20,43     | 20,36     | X         | X         | 20,39     | 20,43 | SB    |
| 6.      | Tomasz Majewski    | Polska            | 19,80     | 20,07     | X         | X         | X         | X         | 20,07 |       |
| 7.      | Anton Lubosławski  | Rosja             | X         | 19,93     | X         | X         | X         | X         | 19,93 |       |
| –       | Andrej Michniewicz | Białoruś          | X         | 21,25     | X         | 21,37     | 21,30     | 21,19     | 21,37 |       |